# Spektralna razvrstitev asteroidov
 Spektralna razvrstitev asteroidov  je razvrščanje asteroidov na osnovi podakov o obliki spektra, barve in albeda. Te značilnosti odgovarjajo površinski sestavi asteroidov. Notranjost manjših nebesnih teles nima vidne strukture, zaradi tega površina veliko pove o sestavi telesa.
Način razdelitve asteroidov po značilnostih odbite svetlobe so uvedli Clark R. Chapman, David Morrison in Ben Zellner v letu 1975. Takrat so uporabljali samo tri spektralne tipe asteroidov z oznakami: 
- C za karbonatne
- S za silikatne
- M za kovinske

Število razredov v katere se lahko razvršča asteroide se je od takrat zelo povečalo.

## Načini razvrščanja
Danes se uporablja več različnih načinov razvrščanja spektralnih tipov asteroidov. Najbolj znana in uporabljana sta dva načina razvrščanja:
- po Tholenu
- po SMASS

### Razvrščanje po Tholenu
Ta način je uvedel David J. Tholen v letu 1984. Razvrščanje asteroidov temelji na meritvah v širokopasovnem spektru (med 0,31 μm in 1,06 μm), ki je bilo izvedeno v 80-ih letih dvajsetega stoletja na 978 asteroidih v kombinaciji z merjenji albeda. Program meritev (Eight-Color Asteroid Survey ali ECAS) je temeljil na podatkih o 978 asteroidih. Ta način razvrščanja je dal 14 tipov, ki vključujejo večje število podtipov :
- skupina C za temne ogljikove asteroide. Skupino sestavljajo naslednji tipi (podskupine) :
  - tip B
  - tip F
  - tip G
  - tip C (ta podskupina vključuje okoli 75 % vseh znanih asteroidov)
- tip S (skupina silikatnih asteroidov obsega okoli 17 % vseh znanih asteroidov)
- skupina X 
  - tip M (kovinski asteroidi, tretja najbolj velika podskupina)
  - tip E (kovinski, od asteroidov tipa M se razlikujejo po velikem albedu)
  - tip P (kovinski, od asteroidov tipa M se razlikujejo po nizkem albedu)
- tip A (manjša podskupina)
- tip D (manjša podskupina)
- tip T (manjša podskupina)
- tip Q (za asteroid 1862 Apolon)
- tip R ( za asteroid 349 Dembowska)
- tip V (za asteroid 4 Vesta)

Zadnji trije tipi vsebujejo samo po en znan asteroid, ki ima posebne značilnosti v spektru. Včasih se oznake tudi kombinirajo, če asteroid kaže značilnosti različnih tipov.

### Razvrščanje po SMASS
Razvrščanje po SMASS je novejši način razvrščanja asteroidov. Uvedli so ga Schelte J. Bus and Richard P. Binzel v letu 2002 na osnovi rezultatov projekta Spektralni pregled majhnih asteroidov v glavnem asteroidnem pasu (Small Main-Belt Asteroid Spectroscopic Survey ali SMASS). Pregledali so spektre z visoko ločljivostjo za 1447 asteroidov (na malo ožjem valovnem območju med 0,44 μm in 0,92 μm). Pri razvrščanju niso upoštevali albeda. Na ta način so asteroide razvrstili v 26 tipov:
- skupina C, ki vsebuje naslednje tipe
  - tip B se v glavnem ujema s tipom B in F po Tholenovem načinu razvrščanja
  - tip C za najbolj pogoste ogljikove asteroide, ki niso tipa B
  - Cg Ch Cgh so asteroidi, ki odgovarjajo tipu G po Tholenu.
  - Cb so asteroidi med tipoma C in B
- skupina S vključuje silikatne asteroide, ki jih razdelimo v
  - tip A
  - tip Q
  - tip R
  - tip K
  - tip L
  - tip S (najbolj pogosti v tej skupini)
  - Sa, Sq, Sr, Sk, Sl vključuje asteroide na prehodu iz tipa S in ostalimi tipi (po oznakah)
- skupina X vključuje kovinske asteroide
  - tip X vključuje asteroide tipa M, E in P po Tholenovi razvrstitvi
  - Xe, Xc, Xk so asteroidi ne meji med tipom X in ostalimi
- tip T
- tip D
- tip Ld je nov tip asteroidov, ki kaže spektralne značilnosti bolj izrazito kot tip L
- tip O
- tip V

Tipi, ki so označeni z dvema črkama, imajo spektralne značilnosti tudi drugega tipa, ki je označen z malo črko (uporabljene so tudi oznake iz Tholenovega razvrščanja). Asteroidi tipov M, E in P (po Tholenu) so prestavljeni v novo skupino X. V to skupino so dodani tudi asteroidi iz skupin S in C, ki so po spektru med tipoma S in C.